# Edificio del Instituto de Enseñanza Secundaria Celia Viñas
El edificio del Instituto de Enseñanza Secundaria Celia Viñas es un edificio histórico, del primer cuarto del siglo XX, situado en la ciudad de Almería (Comunidad Autónoma de Andalucía, España).

## Historia
Originalmente, el edificio destinado a la Escuela Superior de Artes Industriales iba a ser construido en un solar delimitado en 1908 junto a la Rambla de Belén de la capital almeriense, según planos de Trinidad Cuartara. No obstante, el edificio actual es resultado del concurso del Estado ganado por el arquitecto Joaquín Rojí y López-Calvo, quien actualizó el proyecto en 1919, no poniéndolo en marcha hasta 1923. Las obras no concluyeron del todo hasta comenzados los años 30.
En 1951 pasó a realizar funciones de Instituto de Educación Secundaria, intercambiando funciones con la  Escuela de Artes Aplicadas y Oficios Artísticos. Durante más de una década fue mixto hasta que en 1966 se inaugurara el Instituto de Enseñanza Secundaria Nicolás Salmerón, en el barrio del Zapillo.
Fue un polo cultural de la capital, pues albergó además una importante biblioteca y dos salas expositivas que fueron germen del futuro Museo de Almería. Por él pasaron personajes destacados como Celia Viñas, Agustín Gómez Arcos, Florentino Castro Guisasola o Antonio González Garbín, y en sus archivos ha quedado constancia del paso de Nicolás Salmerón, Federico García Lorca o Francisco Villaespesa.

## Descripción
Su estilo se enmarca en historicismo neoacademicista de la época, en su variante monumentalista y nacionalista, a saber, monumentalidad, empleo de elementos clásicos característicos: pilastras de orden gigante, poderoso basamento almohadillado de sillería isódoma, portada dórica y galería de vanos con vidrieras de grandes dimensiones y escalera monumental. La composición es simétrica y regular, organizándose el aulario en torno a un patio interior que aporta luminosidad. Las pilastras exteriores ofrecen un aspecto sistemático de emparrillado a la fachada característico.